# Amanibakhi
Amanibakhi war ein nubischer König.
Er ist nur von seiner Grabstele und seinem Opfertisch bekannt. Beide Objekte fanden sich wiederverbaut in einer christlichen Kirche in Nuri. Es kann daraus geschlossen werden, dass er einst in Nuri eine Pyramide hatte, doch kann ihm keine der dortigen Pyramiden mit Bestimmtheit zugewiesen werden. Der Stil seiner beiden Denkmäler passt in das 4. vorchristliche Jahrhundert.